# Communauté de communes des 7 Vallées
La communauté de communes des 7 Vallées  (ou  7 Vallées comm) est une communauté de communes française, située dans le département du Pas-de-Calais et la région Hauts-de-France, arrondissement de Montreuil. Elle est créée le 15 mai 2013 avec pour date d’effet le 1er janvier 2014. Son siège est situé dans la commune d'Hesdin-la-Forêt. Elle regroupe 66 communes et totalise 29 425 habitants en 2022. Elle est localisée dans le sud du Pas-de-Calais et limitrophe, au sud, du département de la Somme. 

## Historique
L'intercommunalité est issue de la fusion de la communauté de communes de l'Hesdinois, de celle de la Canche Ternoise et de celle du val de Canche et d'Authie,,. Elle a été créée par un arrêté préfectoral du 15 mai 2013 qui a pris effet le 1er janvier 2014.
Le 1er janvier 2025, les communes d'Hesdin, d'Huby-Saint-Leu, de Marconne et de Sainte-Austreberthe fusionnent pour constituer la commune nouvelle d'Hesdin-la-Forêt.

## Territoire communautaire

### Géographie

#### Localisation
L'intercommunalité est l'une des deux qui constituent le Pays des Sept Vallées, dans le département du Pas-de-Calais.

### Aspects socio-sanitaires
En dépit de ses atouts environnementaux et paysagers notamment, ce territoire présente en 2018 des caractéristiques sociosanitaires encore insatisfaisantes en termes d’espérances de vie masculine et féminine (dont l’évolution présente des écarts négatifs avec le niveau national et régional, écart qui tend à grandir depuis de nombreuses années.
Les causes repérées de cet écart sont une prévalence anormalement élevée et dominante de maladies respiratoires (alors qu’ailleurs, en France et dans la région, ce sont les cancers qui sont en première place). Cette spécificité pourrait au moins en partie être expliquée par une pyramide des âges caractérisée par un fort déficit de 18-49 ans. Mais l’espérance de vie à 65 ans est sous la moyenne régionale, et pour la période 2008-2014 la CC des 7 Vallées a connu la quatrième plus faible espérance de vie à 65 ans de l’ensemble des EPCI des Hauts-de-France.
En termes de revenu moyen par foyer fiscal, la population est plutôt défavorisée (par rapport au niveau régional, lui-même en retard par rapport au niveau national), mais la CC du Ternois est généralement « au même niveau que les EPCI limitrophes, sauf avec la Communauté de communes des Campagnes de l'Artois qui ressort comme atypique car mieux située pour nombre d’indicateurs » .
L’accès aux spécialistes de la santé y est plus long que la moyenne régionale, plus ou moins selon le type de spécialité, grâce aux EPCI voisins qui compensent certains déficits locaux. Le territoire manque par exemple de chirurgien-dentiste, de psychiatre voire de généraliste. Les établissements de santé les plus proches sont à Saint-Pol-sur-Ternoise voire Arras  (public ou privé) ou Divion.

### Composition
La communauté de communes est composée des 66 communes suivantes :

| Nom                     | Code Insee | Gentilé                   | Superficie (km2) | Population (dernière pop. légale) | Densité (hab./km2) |
| ----------------------- | ---------- | ------------------------- | ---------------- | --------------------------------- | ------------------ |
| Hesdin-la-Forêt (siège) | 62447      |                           | 21,26            | 4 494 (2022)                      | 211                |
| Aix-en-Issart           | 62018      | Aixois                    | 10,1             | 267 (2022)                        | 26                 |
| Aubin-Saint-Vaast       | 62046      | Aubinois                  | 6,7              | 735 (2022)                        | 110                |
| Auchy-lès-Hesdin        | 62050      | Alciaquois                | 9,61             | 1 517 (2022)                      | 158                |
| Azincourt               | 62069      | Azincourtois              | 8,46             | 304 (2022)                        | 36                 |
| Béalencourt             | 62090      | Béalencourtois            | 7,31             | 133 (2022)                        | 18                 |
| Beaurainville           | 62100      | Beaurainvillois           | 13,09            | 2 028 (2022)                      | 155                |
| Blangy-sur-Ternoise     | 62138      | Blangiacquois             | 11,61            | 700 (2022)                        | 60                 |
| Blingel                 | 62142      | Blingelois                | 3,17             | 159 (2022)                        | 50                 |
| Boisjean                | 62150      | Boisjeannois              | 12,74            | 513 (2022)                        | 40                 |
| Boubers-lès-Hesmond     | 62157      | Boubersois                | 1,74             | 70 (2022)                         | 40                 |
| Bouin-Plumoison         | 62661      | Boumoisiens               | 6,22             | 511 (2022)                        | 82                 |
| Brévillers              | 62175      | Brévillois                | 3,03             | 157 (2022)                        | 52                 |
| Brimeux                 | 62177      | Brimeusois                | 10,68            | 872 (2022)                        | 82                 |
| Buire-le-Sec            | 62183      | Buirois                   | 13,36            | 752 (2022)                        | 56                 |
| Campagne-lès-Hesdin     | 62204      | Campagnards               | 15,64            | 1 944 (2022)                      | 124                |
| Capelle-lès-Hesdin      | 62212      | Capellois                 | 5,56             | 491 (2022)                        | 88                 |
| Caumont                 | 62219      | Caumontois                | 9,44             | 153 (2022)                        | 16                 |
| Cavron-Saint-Martin     | 62220      | Cavronnais                | 11,86            | 432 (2022)                        | 36                 |
| Chériennes              | 62222      | Chériennois               | 4,65             | 169 (2022)                        | 36                 |
| Contes                  | 62236      | Contois                   | 7,15             | 349 (2022)                        | 49                 |
| Douriez                 | 62275      |                           | 8,84             | 291 (2022)                        | 33                 |
| Éclimeux                | 62282      | Éclimeusiens              | 6,03             | 180 (2022)                        | 30                 |
| Fillièvres              | 62335      | Fillièvrois               | 20,43            | 512 (2022)                        | 25                 |
| Fresnoy                 | 62357      | Frenoisiens               | 2,4              | 65 (2022)                         | 27                 |
| Galametz                | 62365      | Galamessins               | 4,27             | 203 (2022)                        | 48                 |
| Gouy-Saint-André        | 62382      | Gouysons                  | 13,34            | 661 (2022)                        | 50                 |
| Grigny                  | 62388      | Grignards                 | 2,14             | 292 (2022)                        | 136                |
| Guigny                  | 62395      | Guignois                  | 3,6              | 143 (2022)                        | 40                 |
| Guisy                   | 62398      | Guisitiens                | 1,16             | 273 (2022)                        | 235                |
| Hesmond                 | 62449      | Hesmondois                | 8,27             | 164 (2022)                        | 20                 |
| Incourt                 | 62470      | Incourtois                | 1,82             | 90 (2022)                         | 49                 |
| Labroye                 | 62481      | Arboredois                | 8,15             | 143 (2022)                        | 18                 |
| Lespinoy                | 62501      | Spinoliens                | 3,96             | 243 (2022)                        | 61                 |
| La Loge                 | 62521      | Logeois                   | 0,68             | 218 (2022)                        | 321                |
| Loison-sur-Créquoise    | 62522      | Loisonnais                | 9,07             | 261 (2022)                        | 29                 |
| Maintenay               | 62538      | Maintenois                | 12,11            | 453 (2022)                        | 37                 |
| Maisoncelle             | 62541      | Maisoncellois             | 4,3              | 121 (2022)                        | 28                 |
| Marant                  | 62547      | Marantais                 | 3,88             | 69 (2022)                         | 18                 |
| Marconnelle             | 62550      | Marconnellois             | 5,55             | 1 076 (2022)                      | 194                |
| Marenla                 | 62551      | Marenlois                 | 10,04            | 264 (2022)                        | 26                 |
| Maresquel-Ecquemicourt  | 62552      | Maresquellois             | 7,89             | 1 054 (2022)                      | 134                |
| Marles-sur-Canche       | 62556      | Marlois                   | 5,1              | 313 (2022)                        | 61                 |
| Mouriez                 | 62596      | Richarimontois            | 15,72            | 238 (2022)                        | 15                 |
| Neulette                | 62605      | Neulettois                | 1,36             | 22 (2022)                         | 16                 |
| Noyelles-lès-Humières   | 62625      | Noyellois                 | 1,16             | 57 (2022)                         | 49                 |
| Offin                   | 62635      | Offinois                  | 5,29             | 203 (2022)                        | 38                 |
| Le Parcq                | 62647      | Parcquois                 | 9,27             | 717 (2022)                        | 77                 |
| Le Quesnoy-en-Artois    | 62677      | Quercitains               | 7,92             | 325 (2022)                        | 41                 |
| Raye-sur-Authie         | 62690      | Royais                    | 5,89             | 228 (2022)                        | 39                 |
| Regnauville             | 62700      | Regnauvillois             | 4,17             | 210 (2022)                        | 50                 |
| Rollancourt             | 62719      | Rollancourtois            | 11,59            | 273 (2022)                        | 24                 |
| Roussent                | 62723      | Roussentois               | 5,04             | 247 (2022)                        | 49                 |
| Saint-Denœux            | 62745      | Saint-Denœusiens          | 4,03             | 171 (2022)                        | 42                 |
| Saint-Georges           | 62749      | Saint-Georgeois           | 9,69             | 325 (2022)                        | 34                 |
| Saint-Rémy-au-Bois      | 62768      | Saint-Rémygiens           | 4,05             | 106 (2022)                        | 26                 |
| Saulchoy                | 62783      | Salciacois                | 5,29             | 322 (2022)                        | 61                 |
| Sempy                   | 62787      | Sempyens                  | 8                | 326 (2022)                        | 41                 |
| Tortefontaine           | 62824      | Tortefontainois           | 11,81            | 232 (2022)                        | 20                 |
| Tramecourt              | 62828      | Tramecuriens              | 2,22             | 55 (2022)                         | 25                 |
| Vacqueriette-Erquières  | 62834      | Vacqueriettois-Erquiérois | 5,94             | 249 (2022)                        | 42                 |
| Vieil-Hesdin            | 62850      | Vieil-Hesdinois           | 9,82             | 343 (2022)                        | 35                 |
| Wail                    | 62868      | Walois                    | 9,15             | 253 (2022)                        | 28                 |
| Wambercourt             | 62871      | Wambercourtois            | 6,06             | 260 (2022)                        | 43                 |
| Wamin                   | 62872      | Waminois                  | 7,2              | 242 (2022)                        | 34                 |
| Willeman                | 62890      | Willemanois               | 10,17            | 182 (2022)                        | 18                 |

### Démographie
| 1968   | 1975   | 1982   | 1990   | 1999   | 2006   | 2011   | 2016   | 2022   |
| ------ | ------ | ------ | ------ | ------ | ------ | ------ | ------ | ------ |
| 28 718 | 29 242 | 29 476 | 29 264 | 29 150 | 29 214 | 29 458 | 29 764 | 29 425 |

### Logement
En 2022, le nombre total de logements dans la communauté de communes était de 15 638, alors qu'il était de 15 422 en 2016 et de 14 795 en 2011
, soit une progression du nombre total de logements de 5,7 % depuis 2011.
Parmi ces 15 638 logements, 81,9 % étaient des résidences principales, (soit 12 812 logements), 9,2 % des résidences secondaires et 8,8 % des logements vacants. Ces logements étaient pour 90,7 % d'entre eux des maisons individuelles et pour 5,9 % des appartements.
Sur les 12 812 résidences principales, 69,4 % sont occupées par des propriétaires, 28,7 % par des locataires et 1,8 % par des personnes logées gratuitement.
Le tableau ci-dessous présente la typologie des logements dans la communauté de communes en 2022 en comparaison avec celle du Pas-de-Calais et de la France entière. Une caractéristique marquante du parc de logements est ainsi une proportion de résidences secondaires et logements occasionnels (9,2 %) supérieure à celle du département (6,6 %) mais inférieure à celle de la France entière (9,7 %) ainsi que d'une proportion de logements vacants (8,8 %) inférieure à celle du département (7,2 %) et de la France entière (8 %).
| Typologie                                               | Communauté de communes | Pas-de-Calais | France entière |
| ------------------------------------------------------- | ---------------------- | ------------- | -------------- |
| Résidences principales (en %)                           | 81,9                   | 86,2          | 82,3           |
| Résidences secondaires et logements occasionnels (en %) | 9,2                    | 6,6           | 9,7            |
| Logements vacants (en %)                                | 8,8                    | 7,2           | 8              |

Le tableau ci-dessous présente le type de combustible principal utilisé dans les résidences principales ainsi que l'évolution des différents types de combustible entre 2011 et 2022.
| Type de combustible principal du logement | Communauté de communes | Communauté de communes | Communauté de communes | Pas-de-Calais 2022 |
| Type de combustible principal du logement | 2011                   | 2022                   | △                      | Pas-de-Calais 2022 |
| ----------------------------------------- | ---------------------- | ---------------------- | ---------------------- | ------------------ |
| Gaz de ville - réseau de chaleur          | 19,6 %                 | 18,8 %                 | -0,8                   | 51,7 %             |
| Fioul (mazout)                            | 25,3 %                 | 17,4 %                 | -7,9                   | 7,4 %              |
| Électricité                               | 22,4 %                 | 24,2 %                 | 1,8                    | 24,4 %             |
| Gaz en bouteilles ou en citerne           | 2,5 %                  | 1,9 %                  | -0,6                   | 1,0 %              |
| Autres (bois, solaire, géothermie, etc.)  | 30,2 %                 | 37,7 %                 | 7,5                    | 15,5 %             |

### Économie

#### Revenus de la population et fiscalité
En 2021, la communauté de communes compte 12 511 ménages fiscaux, regroupant 28 683 personnes.
En 2021, le revenu fiscal médian par ménage, le taux de pauvreté des ménages et la part des ménages fiscaux imposés de la communauté de communes, du département du Pas-de-Calais et de la métropole sont les suivants :
- le revenu fiscal médian par ménage de la communauté de communes est de 20 460 €, inférieur à celui du département du Pas-de-Calais (20 720 €) et inférieur à celui de la France métropolitaine (23 080 €)[Insee 8],[Insee 9],[Insee 10] ;
- le taux de pauvreté des ménages de la communauté de communes est de 18,1 %, inférieur à celui du département du Pas-de-Calais (18,4 %) et supérieur à celui de la métropole (14,9 %)[Insee 11],[Insee 12],[Insee 13] ;
- la part des ménages fiscaux imposés dans la communauté de communes est de 41,4 %, inférieure à celle du département du Pas-de-Calais (44,1 %) et inférieure à celle de la métropole (53,4 %)[Insee 8],[Insee 9],[Insee 10].

#### Emploi
|                       | 2011   | 2016   | 2022   |
| --------------------- | ------ | ------ | ------ |
| CC des 7 Vallées      | 13,6 % | 15,0 % | 12,3 % |
| Département           | 11,3 % | 13,7 % | 11,2 % |
| France métropolitaine | 11,6 % | 13,7 % | 11,7 % |

En 2022, la population âgée de 15 à 64 ans s'élève à 16 995 personnes, parmi lesquelles on compte 73,4 % d'actifs (64,4 % ayant un emploi et 9,0 % de chômeurs) et 26,6 % d'inactifs,. En 2022, le taux de chômage (au sens du recensement) des 15-64 ans est supérieur à celui du département et supérieur à celui de la France métropolitaine.
La communauté de communes compte 8 368 emplois en 2022, contre 8 179 en 2016 et 8 103 en 2011. Le nombre d'actifs ayant un emploi résidant dans la communauté de communes est de 11 106, soit un indicateur de concentration d'emploi de 75,3 et un taux d'activité parmi les 15 ans ou plus de 51,9 %.
Sur ces 11 106 actifs de 15 ans ou plus ayant un emploi, 8 702 travaillent dans la communauté de communes, soit 78 % des habitants. Pour se rendre au travail, 85,5 % des habitants de la communauté de communes utilisent une voiture, un camion ou une fourgonnette, 1,5 % les transports en commun, 6,9 % s'y rendent en deux-roues motorisé, à vélo ou à pied et 6,2 % n'ont pas besoin de transport (travail au domicile).

#### Entreprises et commerces

##### Activités hors agriculture
En 2022, 1 760 établissements marchands non agricoles sont économiquement actifsdans la  communauté de communes,,.
| Secteur d'activité                                                                                        | CC des 7 Vallées | CC des 7 Vallées | Département |
| Secteur d'activité                                                                                        | Nombre           | %                | %           |
| --- | ---------------- | ---------------- | ----------- |
| Ensemble                                                                                                  | 1 760            | 100 %            | (100 %)     |
| Industrie manufacturière, industries extractives et autres                                                | 185              | 10,5 %           | (5,3 %)     |
| Construction                                                                                              | 189              | 10,7 %           | (11,7 %)    |
| Commerce de gros et de détail, transports, hébergement et restauration                                    | 535              | 30,4 %           | (22,5 %)    |
| Information et communication                                                                              | 20               | 1,1 %            | (3,6 %)     |
| Activités financières et d'assurance                                                                      | 91               | 5,2 %            | (5,3 %)     |
| Activités immobilières                                                                                    | 108              | 6,1 %            | (5,7 %)     |
| Activités spécialisées, scientifiques et techniques et activités de services administratifs et de soutien | 212              | 12,0 %           | (20,2 %)    |
| Administration publique, enseignement, santé humaine et action sociale                                    | 244              | 13,9 %           | (15,8 %)    |
| Autres activités de services                                                                              | 176              | 10,0 %           | (9,9 %)     |

Le secteur du commerce de gros et de détail, transports, hébergement et restauration est prépondérant dans la communauté de communes puisqu'il représente 30,4 % du nombre total d'établissements de la commune (535 sur les 1760 entreprises implantées dans la communauté de communes), contre 22,5 % au niveau départemental, à l'inverse, le secteur des activités spécialisées, scientifiques et techniques et activités de services administratifs et de soutien avec 12,0 % du nombre total d'établissements est inférieur à celui du département (20,2 %).

#### Tourisme

##### Hôtellerie, camping et autres hébergements collectifs
Au 1er janvier 2025, la communauté de communes des 7 Vallées dispose de quatre hôtels pour une capacité totale de 45 chambres, de onze campings totalisant 1 391 emplacements et d'un autre type d'hébergement collectif totalisant 69 places de lit.

## Organisation

### Siège
Le siège de la communauté de communes est situé au 6 rue du Général Daullé à Hesdin

### Élus
Le conseil communautaire de la communauté de communes se compose de 90 conseillers, élus pour une durée de six ans.
Ils sont répartis comme suit :
| Nombre de conseillers | Communes                                                             |
| --------------------- | -------------------------------------------------------------------- |
| 10                    | Hesdin-la-Forêt                                                      |
| 5                     | Beaurainville                                                        |
| 4                     | Auchy-lès-Hesdin, Campagne-lès-Hesdin                                |
| 2                     | Brimeux, Buire-le-Sec, Marconnelle, Maresquel-Ecquemicourt, Le Parcq |
| 1 (+1 suppléant)      | les 57 autres communes                                               |

### Présidence
À la suite des élections communautaires du mercredi 15 juillet 2020, la gouvernance est composée d’un président et de 12 vice-présidents : 
Président : Matthieu Demoncheaux, maire d'Hesdin-la-Forêt (chargé du développement économique, de l’attractivité, du numérique et des ressources humaines)
1. Michel Evrard, maire de Campagne-lès-Hesdin (sport – pratique sportive – développement équipements sportifs – inclusion)
2. Etienne Perin, maire de Beaurainville (patrimoine – tourisme – développement durable – transition écologique – Pôle d'équilibre territorial et rural (PETR)
3. Jeannie Sergent, maire de Maisoncelle (cohésion sociale – solidarité – aide à la personne)
4. Jean Claude Fillion, maire de Marconne (finances – fiscalité)
5. Jim Dourlens, maire de Fillièvres (communication – interface entre les communes – cadre de vie – ruralité)
6. Jean Claude Darque, conseiller général (assainissement – filière bois – transition énergétique – troisième révolution industrielle)
7. Lionel Leborgne, maire de Maresquel-Ecquemicourt (politique jeunesse (1 référent jeunesse par commune – appui sur étude Galilée) – accompagnement des jeunes)
8. François Douay, maire de Boisjean (urbanisme – aménagement du territoire – mutualisation – contractualisation – affaires juridiques)
9. Philippe Lejosne, maire de Wamin (politique agricole – lutte contre érosion – prévention ruissellement et inondations – lien agriculture/collectivité)
10. Claude Colliez, maire de Guigny (collecte, élimination et valorisation des déchets)
11. Jean Marie Castelain, conseiller municipal de Tortefontaine (culture – accompagnement montage de projets techniques et innovants)
12. Caroline Cussac, maire de Neulette (santé – animation et suivi du projet de santé – développement politique santé – télémédecine)

| Période      | Période                       | Identité             | Étiquette | Qualité |
| ------------ | ----------------------------- | -------------------- | --------- | --- |
| janvier 2014 | avril 2014                    | Jean-Claude Fillion  |           | Maire de Marconne (1994 → ) |
| avril 2014,  | juillet 2020                  | Pascal Deray         |           | Maire d'Hesmond (2001 → ) Président du Pays des Sept Vallées (2012 → 2020 ) Président de l'ex-CC val de Canche et d'Authie (2008 → 2013) |
| juillet 2020 | En cours (au 17 janvier 2025) | Matthieu Demoncheaux |           | Maire d'Hesdin (2020 → 2024), puis d'Hesdin-la-Forêt (2025 → )                                                                           |

### Compétences
L'intercommunalité exerce les compétences qui lui ont été transférées par les communes membres, dans les conditions fixées par le code général des collectivités territoriales.
Les compétences sont définies en trois catégories : obligatoires, optionnelles et facultatives :
- compétences obligatoires :
  - aménagement de l’espace ;
  - actions de développement économique.
- compétences optionnelles :
  - protection et mise en valeur de l’environnement ;
  - politique du logement et du cadre de vie ;
  - construction, entretien et fonctionnement d’équipements culturels et sportifs d’intérêt communautaire ;
  - création, aménagement et entretien de voirie d’intérêt communautaire.
- compétences facultatives :
  - actions culturelles et sportives ;
  - action Sociale d’intérêt communautaire ;
  - communications électroniques.
- autres compétences :
  - lutte contre les inondations, le ruissellement et l’érosion des sols ;
  - entretien du fleuve côtier Canche et de ses affluents ;
  - étude, construction et entretien de nouvelles casernes de gendarmerie.

7 Vallées comm s’est aussi dotée d’un plan climat air énergie (PCAET). Il s'agit d'un document cadre de la politique énergétique et climatique d’un territoire. Il permet à la collectivité de se fixer des objectifs stratégiques et opérationnels pour les enjeux listés ci-dessous :
- réduction des émissions de gaz à effet de serre
- renforcement du stockage de carbone sur le territoire, notamment dans la végétation, les sols et les bâtiments
- maîtrise de la consommation d’énergie finale
- production et consommation des énergies renouvelables, valorisation des potentiels d’énergies de récupération et de stockage
- livraison d’énergie renouvelable et de récupération par les réseaux de chaleur
- productions biosourcées à usage autre qu’alimentaire
- réduction des émissions de polluants atmosphériques et de leur concentration
- évolution coordonnée des réseaux énergétiques
- adaptation au changement climatique

Il doit obligatoirement être élaboré par les établissements publics de coopération intercommunale à fiscalité propre (EPCI) de plus de 20 000 habitants au 1er janvier 2017.

### Régime fiscal et budget
La Communauté de communes est un établissement public de coopération intercommunale à fiscalité propre.
Afin de financer l'exercice de ses compétences, l'intercommunalité perçoit la fiscalité professionnelle unique (FPU) – qui a succédé à la taxe professionnelle unique (TPU) – et assure une péréquation de ressources entre les communes résidentielles et celles dotées de zones d'activité.
Elle bénéficie d'une bonification de la dotation globale de fonctionnement (DGF).

## Création du PETR
le 17 mars 2017 est créé le pôle d'équilibre territorial et rural Ternois 7 Vallées.

## Pour approfondir